# Leštění
Leštění je proces vytváření hladkého a lesklého povrchu třením nebo chemickou úpravou. Výsledkem je čistý povrch s výrazným leskem. U některých materiálů (jako jsou kovy, skla, apod.) je leštění také schopno snížit difúzní odraz na minimální hodnoty. Při pozorování povrchu pod mikroskopem připomíná povrch vysoké hory. Leštěním se tyto "hory" zmenší na minimum a vytvoří hladký povrch. 
Leštit můžeme ručně/strojně pomocí leštící utěrky z mikrovlákna nebo molitanového/vlněného leštícího kotouče upnutého v bruskách nebo za pomoci Diprofilu, leštiček, atd. Při těchto způsobech nanášíme na utěrku nebo kotouč lešticí pasty. 

## Druhy leštění
Mechanické leštění: tvrdá brousicí zrna jsou zachycena na plátně nebo papíře. 
Chemické leštění: mechanické leštění + chemická látka. 
Elektrochemické leštění: úběr materiálu se děje elektrochemickým rozpouštěním.